# Pilar Rubio Fernández
Pilar Rubio Fernández (Torrejón de Ardoz, 17 marzo 1978) è una conduttrice televisiva, giornalista e attrice spagnola.
Dal 14 luglio al 29 agosto 2008, e nel luglio 2009, ha presentato il programma Sé lo que hicisteis ... in.

## Biografia
È diventata nota grazie al programma televisivo Sé lo que hicisteis ... andato in onda su La Sexta. Da gennaio 2010 a gennaio 2013 ha lavorato per Telecinco, conducendo i programmi ¡Más que baile! e Operación Triunfoe (2011); a maggio 2011 interpreta il ruolo da coprotagonista nella serie Piratas. Il 25 giugno 2012 ha presentato con José Corbacho il talent show Todo el mundo es bueno. Dal 2014 collabora in veste di ospite al talk show El Hormiguero di Antena 3.

### Vita privata
Nel 2019 ha sposato il calciatore Sergio Ramos, dopo una relazione di sette anni; la coppia ha quattro figli.